# Logis Laspois
Le Logis de Laspois est un manoir situé à Saint-Martin-du-Fouilloux dans le département français des Deux-Sèvres.

## Histoire

### Les Origines
L’existence d’une motte féodale est probable à Laspois et ferait remonter les premières origines du fief entre le Xe et le XIIe siècle. Ainsi, selon de récentes recherches dans les chartes de l’abbaye de l’Absie, la première mention du nom est celle de Simon de Lespaus, seigneur du lieu en 1183. D'autres mentions éparses sont ensuite identifiables. Guillaume de Laspaye, chevalier, seigneur de Boisglimet et de Sazay, épouse vers 1350 Jeanne de Villeneuve, de laquelle il aura notamment Janot de Laspaye. Vers 1447 ses héritiers tiennent une dîme sur la paroisse de Saint-Martin du Fouilloux, relevant déjà du fief de la Vergne dont il sera question ci-après. Sa sœur Isabeau de la Cepaye épousera le frère de son épouse, Jean de Villeneuve du Cazeau, chevalier.
Janot de Laspaye, chevalier, seigneur de Boisglimet et de Sazay, épouse Thomasse Fleury le 3 octobre 1369 à Thouars, la mère de l’épouse étant Jeanne de la Vergne, un fief détenu par les Laspois par cousinage. Janot de Laspaye décède en 1393 sur le fief de Laspaye. Jean de Laspaye, écuyer, seigneur de Boisglimet et Sazay, épouse vers 1450 Perrette Guy, de laquelle il aura Louis de Laspaye. Il décède en 1476. Louis de Laspaye, écuyer, seigneur du Boisglimet et de Sazay, épouse le 6 novembre 1478 à Thouars Jacquette de Barrau, de laquelle il aura notamment Georges de Laspaye, né vers 1480. Il décède en 1498 sur son fief.
Georges de Laspaye, écuyer, seigneur du Boisglimet (ou Bois Guillemet selon les cas), né en 1495, épouse Françoise Giboreau en 1516, dont il n’aura a priori qu’un fils, Balthazar. Il décède en 1566. Balthazar de Laspaye, seigneur du Boisglimet, marié à Catherine de Chantefain, laisse deux enfants, Anne de Laspaye qui épouse en 1588 Jean de Vaucelles, et très probablement René de Laspaye, qui épouse Françoise Allard qui décède a priori lors d’une fausse couche, très jeune. René ne se remariera pas. Balthazar décède en 1593.
Enfin, René de Laspaye, écuyer, seigneur protestant témoin au testament de Jacques du Fouilloux, grand veneur que l’on ne présente plus, décède sans héritiers en 1586, quelques jours après avoir rédigé un testament en date du 21 décembre 1585, retrouvé dans un fonds privé aux Archives Départementales de la Vienne, léguant ses biens à une demoiselle Perrette Garoubault. Le testament est fait devant notaires et attribue également plusieurs boisselées de seigle et de blé aux pauvres de la paroisse, les termes en sont très proches de celui bien connu de Jacques du Fouilloux.
À la suite de ce décès, René Boysson, écuyer, seigneur de la Boule et de Boislambert (Poitou) maire de Poitiers en 1584, conteste le legs, et obtient du Roy Henri III l’attribution du fief, par saisie et adjudication, ainsi qu’il résulte de plusieurs requêtes et jugements dont les originaux ainsi que les grosses sont disséminés aux archives de la Vienne. 
René Boysson, seigneur de la Bousle et de Boislambert, d’une noblesse vendéenne dont la généalogie nous est connue par d’autres sources, époux de Louise Bitault, laissera pour lui succéder son fils aîné, Pierre Boysson, sieur d’Avau et de Boislambert, marié avant 1640 à Françoise Favereau et décédé en 1681, laissant lui-même deux filles, Françoise et Louise dont l’aînée épousera le 27 février 1654 René de Couhé de Lusignan, seigneur du Peux, d’une branche de la famille des Lusignan. Le bien, attribué par les parents de la mariée en dot lors du mariage, sera alors grevé d’hypothèque pour une raison encore indéterminée, et sera transmis à son fils Louis de Couhé, né en 1666 et décédé en 1738, époux de Catherine Vezien née en 1660 et décédée en 1715.
Ladite dame Vezien, mariée audit sieur de Couhé le 02 septembre 1686, reçoit a priori à sa séparation d’avec Louis de Couhé, en date du 15 décembre 1694, la propriété du fief de Laspoye, dont elle dispose tout d’abord au moyen d’un bail du 10 mai 1696 puis d’une vente du 08 septembre 1699 reçue par Me Peronnet, notaire royal à Parthenay, au profit de Maître Jacques Vergier, marchand à Parthenay et ancien étudiant en droit, moyennant la somme de 1600 livres, sans tenir compte des hypothèques et autres sûretés réelles grevant le fief.
Ledit Jacques Vergier est alors époux d'Anne Jauzeau, et décède en laissant son épouse et une fille (la date du décès reste à déterminer). Anne Jauzeau se remariera en 1707 avec Paul Rousseau dit « L’Aîné », chirurgien royal à Parthenay, qui devient curateur des biens d’Anne et de sa fille. Un procès fut alors lancé par les créanciers de René et Louis de Couhé, la vente ayant eu lieu au détriment de leurs droits, et Catherine Vezien sera condamnée à verser progressivement à Anne Vergier les sommes restant dues, Paul Rousseau intervenant d’abord comme curateur puis comme époux d’Anne Vergier. Le bien entre alors définitivement dans la famille Rousseau qui se le voit confirmé par adjudication (affichage de la sentence contre Louis de Couhé et son ancienne épouse sur les portes principales de Laspois et sur celles de l’église de Saint-Martin-du-Fouilloux). Il est alors amusant de constater que le fils de Paul Rousseau, issu de sa première union, également dénommé Paul, épouse en 1716 à Saint-Martin-Du-Fouilloux la fille d’Anne Jauzeau veuve Vergier, également dénommée Anne.

### Remaniement général du XVIIIème siècle
Paul Rousseau lance en 1724 une campagne de rénovation du domaine (les dates de 1724 et 1732 figurant sur un fronton et sur le porche semblent l’indiquer, l’architecture générale datant de cette période mais plusieurs éléments plus anciens dénotent un remaniement plus qu’une véritable reconstruction). Les terrains avoisinants sont alors essentiellement boisés. De leur union naitront huit enfants dont Pierre Henri Rousseau, né le 26 février 1718 à Saint Martin du Fouilloux, licencié en droit, héritier du domaine et qui épouse le 23 janvier 1758 à Saint-Jouin-de-Marnes Marie-Catherine Duplessis de Paumard. Durant sa gestion du domaine, et vers les années 1750, les bois seront en grande partie défrichés (même pratique que d’autres propriétaires locaux, notamment à La Mothe Saint Héraye, mentionnée dans un ouvrage consulté à la Bibliothèque Nationale de France) pour créer des cultures et pacages. Pierre Rousseau et Marie-Catherine Duplessis auront plusieurs héritiers dont :
- Paul Henri Marie Isidore, né à Mirebeau en 1747,
- Marie-Catherine Geneviève, née à Saint-Martin-du-Fouilloux en 1764,
Et semble-t-il René, évoqué à Laspois sur une plaque commémorative mais dont la naissance n’apparait étrangement nulle part, que ce soit à Saint-Martin ou dans les communes avoisinantes.
Paul Henri s’établit à Mirebeau, docteur en médecine et maire de 1794 à 1795 puis de 1798 à 1800. Marie-Catherine quant à elle épouse en premières noces Jean Augustin Riffault, docteur en droit et juge à Poitiers, le 27 avril 1784 à Saint-Jouin-de-Marnes, puis divorce de celui-ci et épouse en secondes noces Paul-Balthazar Ledain, l’acte de mariage portant légitimation d’un enfant naturel, Hyacinthe, futur médecin à Parthenay, le 17 juin 1794. Un contrat de mariage est fait le 26 prairial An II devant Me Cornuau, notaire à Parthenay, par lequel elle confie la jouissance du domaine de Laspois à son époux, mais sans en transmettre la propriété. Paul-Balthazar Ledain est à l’époque connu comme un fervent révolutionnaire et sera l’oncle de Bélisaire Ledain, historien local de référence pour le Poitou. 
Selon la légende locale et plusieurs écrits ne citant pas de sources, la nuit de Noël 1795, Pierre Rousseau et son fils René sont assassinés à Laspois, le père étant égorgé dans la cuisine et le fils abattu d’un coup de fusil dans le parc en tentant de s’enfuir, la fille brutalisée et ligotée, mais là-dessus aucune source d’état civil ne vient confirmer l’événement : étonnamment aucune mention de leur décès ne figure sur les registres doubles de la période révolutionnaire (en ancien et nouveau calendrier), ni de leur inhumation, alors que le décès de Marie-Catherine Duplessis, épouse de Pierre, en 1793, figure dans les registres. Une découverte toute récente a permis de retrouver Pierre (mais pas René qui n’apparait sur aucune source), qui d’après sa déclaration de succession ne serait en fait pas décédé en décembre mais… le 23 novembre 1795 ! La déclaration est en effet datée du 12 décembre, soit avant cette fameuse nuit de Noël… légende ? Dissimulation d’un assassinat, inexactitude des sources ? A vérifier… 
À partir de ce tragique événement, Marie-Catherine Geneviève Rousseau, épouse Ledain n’habitera plus à Laspois, elle possède avec son mari une maison à Parthenay, et les biens sont arrentés (ils le resteront jusqu’en 1888, date du mariage de Marie Rousseau avec Saint-Ange Courbe). Seule quelques réserves dans les baux à fermes témoignent d’une présence, une partie de l’année, à Laspois. Récemment, la découverte aux archives de Niort de l’inventaire après décès de Marie-Catherine, nous renseigne très précisément sur l’aspect de l’intérieur des bâtiments en 1800. De son union naitra notamment une fille, Arthémise, qui de manière étonnante va épouser Thomas-Charles Rousseau, son cousin germain, né à Mirebeau en 1789 de Paul-Henri Rousseau et de Marcelle Ayrault (qui était elle-même cousine germaine de son époux et obtient une dispense). De là le bien se retrouve réuni entre les mains du couple qui n’y vient qu’occasionnellement et se réserve l’aile gauche du manoir, ainsi que l’élevage de deux chiens, d’un cheval de selle, par les métayers qui devront également les approvisionner en bois de chauffage, fromages, beurre, et cætera. Quelques travaux sont faits à Laspois au tournant du siècle, notamment le remplacement des boiseries de l’ancien porche (celles de la porte piétonne sont conservées car en bon état), la création d’une aire de battage couverte d’un « ballet » ou préau et pavée d’un dallage de calcaire derrière le four banal et près du toit aux bœufs.
De l’union de Thomas-Charles Rousseau et d’Arthémise Ledain naîtra notamment Oscar-Paul Rousseau le 20 avril 1820, à Mirebeau, qui épousera Marie-Adèle Simonneau. Durant toute cette époque, les Rousseau-Laspois seront médecins, hommes politiques de Mirebeau, et conseillers généraux de la Vienne. Oscar-Paul décèdera en ne laissant qu’une fille unique, Marie Rousseau, née le 23 octobre 1858 à Lencloître. Celle-ci épouse le 09 avril 1888 à Mirebeau un magistrat de Poitiers, Saint-Ange Eugène Léopold Courbe, né le 02 octobre 1852 à Poitiers, qui entame plusieurs travaux dans le domaine, notamment :
- La création d’une chapelle à la place des anciennes écuries aux juments, dans laquelle il sera représenté à son décès par un vitrail réalisé par un maitre verrier de Toulouse, qui a également fourni les nouveaux vitraux de l’église de Saint-Martin.
- La suppression de l’ancienne buanderie comportant à l’époque des ponnes de pierre et une petite forge de maréchal ferrant, et son remplacement par un petit logement,
- La suppression de l’ancien accès latéral au domaine par le pré et son remplacement par une allée percée à travers la fruitière (celle-ci connue depuis le 17e siècle),
- Le réhaussement de l’ensemble des toitures dans le goût de la fin du 19e siècle, (auparavant les actes font état d’une toiture basse de tuiles courbes, à la façon des logis du bas-poitou, dont on retrouve la pente originelle dans le grenier, ainsi que les anciennes souches de cheminées, prolongées),
- Les nouveaux habillages de cheminées et parquets, le remplacement par ces derniers de sols en dallages de tomettes au premier étage du logis notamment et du pavage du grand salon au rez-de-chaussée.

### Aspect général et analyse du bâti
Les derniers sondages du grand salon, des chambres et de la bibliothèque à l’étage indiquent la présence de plafonds à la française et de beaux encadrements en pierre de taille de style XVIIe autour des ouvertures, ainsi qu’une structure qui donne à l’ensemble de la bâtisse une datation plus ancienne, masquée largement par de faux plafonds en plâtre et non en staff, sur structure de lattis de basse qualité ou de briques plâtrières du vingtième siècle. Ces travaux doivent certainement remonter à la période des Courbe voire au milieu du XXe siècle, ainsi que le rehaussement de la cour à la terre, masquant les pavages anciens.
Les découvertes récentes d’une cheminée du XIIIe siècle ou XIVe siècle dans la salle principale, parfaitement conservée, et la présence dans de nombreuses pièces d’encadrements à chanfreins, et autres accolades, ainsi que de restes de meneaux remployés, confirme cette datation plus ancienne de la structure du logis. D’autre part, l’accès central à la cour et au jardin, traversant, dont on retrouve avec certitude la description dans les inventaires, est supprimé pour remplacer les ouvertures par des portes-fenêtres, et créer l’accès par le grand escalier, déséquilibrant l’harmonie originelle de la façade. Les contrevents (volets intérieurs) sont alors supprimés pour laisser la place à des volets extérieurs. Saint-Ange Eugène Courbe décédera le 04 avril 1912 à Laspois, sera inhumé à Saint-Martin et laissera pour lui succéder son épouse et un fils unique, qui resteront habiter le domaine jusqu’en 1964. 
En 1966, le domaine est racheté et commencent quelques travaux de restitution dont l’abaissement de la tourelle d’escalier, et la plantation de nombreux arbres. Aucune mention cependant n’est pour l’instant identifiable de la date d’éboulement des dépendances de l’aile droite (écuries aux juments, four et fournioux, pièces d’habitation). Les dernières consultations des photographies aériennes la situeraient cependant vers 1990. 
Tout récemment, un nettoyage précautionneux de la terre végétale en surépaisseur devant le porche principal et sur la partie droite des dépendances ont permis de déterminer l’existence de pavages et de systèmes d’écoulement des eaux plus anciens. De la même façon le creusement d’une tranchée de service a prouvé l’existence de larges fossés ou douves d’une dizaine de mètres de largeur, prouvant l’aspect défensif originel du site (on trouve mention de « doües » ou douves au XVIIe et XVIIIe avant la transformation du domaine en ferme). Ces douves sont aujourd’hui comblées de gravats. Il existait en outre, selon les actes une fuye (pigeonnier) dont la trace et l’emplacement ont disparu. Le four banal est par contre localisable mais a été démoli et remplacé par un buis monumental.
Dans le pré attenant un châtaignier pluricentenaire (la mention de plantations de châtaigniers apparait dans un acte de 1736) abrite à son pied de très grandes dalles moulurées en corniches, jetées en désordre, peut être traces d’un portail d’entrée du domaine datant de l’ancienne allée d’accès XVIIIe.

### Aujourd'hui
Le bien est racheté en décembre 2017 par la famille Godard. Leur souhait est de faire revivre la demeure en lui redonnant progressivement son aspect des XVIIe et XVIIIe siècles, par l’étude des nombreux actes et archives disponibles et une véritable et prudente analyse du bâti. Un des objectifs principaux est aujourd’hui de faire redécouvrir localement ce lieu, de lui redonner vie et permettre progressivement aux habitants de la commune de se le réapproprier comme un élément de l'histoire locale.
Le château est inscrit au titre des monuments historiques depuis le 16 décembre 1987.